# Eisen-Dextran-Komplex
Ein Eisen-Dextran-Komplex (genauer Eisen(III)-hydroxid-Dextran-Komplex, kurz: Eisen-Dextran) ist ein dunkelbrauner Komplex aus Eisenhydroxid und Dextran. Es wird zur Behandlung von Eisenmangelanämie verwendet.

## Verwendung

### Humanmedizin
Eisendextran ist zur Behandlung von Eisenmangelanämie bei Patienten geeignet, bei denen die orale Einnahme kontraindiziert oder nicht angezeigt ist. Eisenmangelanämien können z. B. infolge unzureichender Ernährung, intestinaler Malabsorption, Schwangerschaft oder Blutverlust auftreten.
Eisendextran gehört zu den ältesten parenteralen Eisenpräparaten (1. Generation) und wurde in den 1950er Jahren in Form von hochmolekularem Eisendextran (HMWID, high molecular weight iron dextran) zunächst in UK (Imferon) und in den USA auf den Markt gebracht. Die Umhüllung eines Eisenhydroxidoxid-Kerns mit Dextran bewirkt eine langsame Freisetzung von Eisen, sobald der Wirktoffkomplex in das retikuloendotheliale System phagozytiert ist.
Als nachteilig erwies sich das Risiko für schwere allergische (anaphylaktoide) Reaktionen. In der Folge wurden Präparate mit niedermolekularem Eisendextran (LMWID, low molecular weight iron dextran) eingeführt, bei denen das Nebenwirkungsprofil günstiger ist. Jedoch gewinnen in Europa dextranfreie Eisenformulierungen (2. und 3. Generation) zunehmend an Bedeutung.
Handelsnamen
- HMWID: Imferon (UK, a.H), Dexferrum (USA, a.H.)
- LMWID: INFeD (USA), CosmoFer (D)

Die Verabreichung erfolgt intravenös als Tropfinfusion oder langsame Injektion, kann aber auch intramuskulär gespritzt werden. Eine Gesamtdosisinfusion ist, falls erforderlich, möglich. Nach der Aufnahme in die Zellen des retikuloendothelialen Systems wird das Eisen langsam aus dem Komplex freigesetzt und dabei an körpereigene Proteine gebunden. Während der folgenden sechs bis acht Wochen kommt es zu einer verstärkten Hämatopoese. Der Eisen-Dextran-Komplex wird aufgrund seiner Größe nicht über die Nieren eliminiert. Die Plasmahalbwertszeit beträgt 5 Stunden für zirkulierendes Eisen und 20 Stunden für Gesamteisen, d. h. zirkulierendes und gebundenes. Eisen wird in kleinen Mengen über Harn und Fäzes ausgeschieden, eine Akkumulation kann toxische Schädigungen zur Folge haben. Zur Anwendung in der Schwangerschaft liegen keine ausreichenden Daten vor, tierexperimentelle Studien haben eine Reproduktionstoxizität gezeigt. Eisenmangelanämien im ersten Schwangerschaftstrimester können oftmals genügend mit oralen Eisenpräparaten (Einnahme) behandelt werden.

### Tiermedizin
Tiermedizinisch wird Eisendextran zur Behandlung und Vorbeugung einer Eisenmangelanämie, etwa bei Ferkeln oder Kälbern eingesetzt. Bei Schweinen ist die Eisenmangelanämie eine häufige Mangelerkrankung in der frühen postnatalen Phase. Die Präparate werden i. d. R. intramuskulär verabreicht.
Handelsnamen
Uniferon (D, USA), Belfer (D)

## Eigenschaften
Eisendextran besteht aus einem praktisch unlöslichen Eisen(III)-hydroxidoxid-Kern, der von Dextranen, aus Glucose-Einheiten aufgebauten verzweigten Polysacchariden, umhüllt ist. London schlug eine Struktur vor, in der ein Teil des Dextrans den kristallinen Kern fest chelatisiert und ein weiterer Teil diesen Kern-Komplex in Form einer äußeren kolloidalen Hülle entfernbar umgibt. Die Forscher stellten fest, dass eine alkalische Behandlung des Dextrans eine gute Stabilität des Eisen-Dextran-Komplexes bewirkte. Später stellte sich heraus, dass die reduzierenden Endgruppen des Dextrans dabei weitgehend in Carboxylgruppen umgewandelt („DxCOOH“) werden. Im postulierten Strukturmodell liegen mehrere DxCOOH-Liganden um den Kern und sind mit ihm durch kovalente Bindungen an den Carboxylenden und über Wasserstoffbrückenbindungen an den anderen Enden verbunden.
Das britische Arzneibuch (British Pharmacopoeia, BP 2014) spezifiziert Eisen-Dextran-Injektionslösung als eine kolloidale Lösung, die einen Komplex aus Eisenhydroxid und Dextranen mit einer durchschnittlichen molaren Masse zwischen 5000 und 7000 Dalton enthält. Sie enthält 4,75 bis 5,25 % Eisen und 17,0 bis 23,0 % Dextrane, der pH-Wert beträgt 5,2 bis 6,5.
Der HMWID-Wirkstoff in Dexferrum hat eine ungefähre molare Masse von 265 kDa, für den LMWID-Wirkstoff in Cosmofer wird sie mit ca. 165 kDa angegeben, für den in INFeD mit 90 kDa.

## Regulierung
Über den Safe Drinking Water and Toxic Enforcement Act of 1986 besteht in Kalifornien seit dem 1. Januar 1988 eine Kennzeichnungspflicht für Produkte, die Eisen-Dextran-Komplex enthalten.
In der Tiermedizin war ein Injektionspräparat für Pferde, Rinder und Schweine bis 15. Januar 2005 verfügbar (ATC QB03AB90), seitdem ist es nicht mehr verkehrsfähig. Heute wird in der Tiermedizin nur noch Gleptoferron eingesetzt, welches eine mehr als 4fach höhere und längere Bioverfügbarkeit aufweist.